# شتراسبرگ (تسولرنالبکرایس)
شتراسبرگ (به آلمانی: Straßberg) یک شهر در آلمان است که در تسولرنالبکرایس واقع شده‌است.